# Украсен лорикет
Украсеният лорикет (Trichoglossus ornatus) е вид птица от семейство Папагалови (Psittaculidae).

## Разпространение
Видът е разпространен в Индонезия.